# Międzynarodowy Konkurs Pianistyczny im. Van Cliburna
Międzynarodowy Konkurs Pianistyczny im. Van Cliburna – konkurs odbywający się od 1962 roku w Fort Worth w Teksasie. Został zainicjowany w hołdzie dla Harveya Lavana "Van" Cliburna, zwycięzcy pierwszego Międzynarodowego Konkursu im. Piotra Czajkowskiego w Moskwie. Jest członkiem Światowej Federacji Międzynarodowych Konkursów Muzycznych w Genewie.
Odbywa się co cztery lata, do 2001 w Texas Christian University, od 2001 – w Bass Performance Hall.

## Laureaci
| Laureaci |      |                               |                                     |                        |
| Edycja   | Rok  | I miejsce                     | II miejsce                          | III miejsce            |
| I        | 1962 | Ralph Votapek                 | Nikołaj Pietrow                     | Michaił Woskriesienski |
| II       | 1966 | Radu Lupu                     | Barry Lee Snyder                    | Blanca Uribe           |
| III      | 1969 | Cristina Ortiz                | Minoru Nojima                       | Mark Westcott          |
| IV       | 1973 | Władimir Wiardo               | Christian Zacharias                 | Michael Houstoun       |
| V        | 1977 | Steven De Groote              | Alexander Toradze                   | Jeffrey Swann          |
| VI       | 1981 | Andre-Michel Schub            | Panayis Lyras Santiago Rodriguez    | Nie przyznano          |
| VII      | 1985 | José Feghali                  | Philippe Bianconi                   | Barry Douglas          |
| VIII     | 1989 | Aleksiej Sułtanow             | José Carlos Cocarelli               | Benedetto Lupo         |
| IX       | 1993 | Simone Pedroni                | Walerij Kuleszow                    | Christopher Taylor     |
| X        | 1997 | Jon Nakamatsu                 | Jakow Kasman                        | Aviram Reichert        |
| XI       | 2001 | Stanisław Ioudenicz Olga Kern | Maksim Filippow Antonio Pompa-Baldi | Nie przyznano          |
| XII      | 2005 | Aleksandr Kobrin              | Joyce Yang                          | Chen Sa                |
| XIII     | 2009 | Nobuyuki Tsujii Zhang Haochen | Son Yeol Eum                        | Nie przyznano          |
| XIV      | 2013 | Wadym Chołodenko              | Beatrice Rana                       | Sean Chen              |
| XV       | 2017 | Sunwoo Yekwon                 | Kenneth Broberg                     | Daniel Hsu             |
| XVI      | 2022 | Lim Yun-chan                  | Anna Gieniuszenie                   | Dmytro Czoni           |
| XVII     | 2025 | Aristo Sham                   | / Witalij Starikow                  | Evren Ozel             |